# Mistrovství Evropy v boxu žen 2019
XII. mistrovství Evropy žen v boxu proběhlo v Alcobendasu (Madridské společenství), Španělsko ve dnech 24. až 31. srpna 2019. Organizátorem turnaje mistrovství Evropy byla European Boxing Confederation (EUBC).

## Česká stopa
Trenéři reprezentace: Radek Seman a Michal Soukup
Na mistrovství Evropy startovaly za Česko 4 boxerky:
- −60 kg: Dominika Čiklová (* 1993) z ASO Dukla Olomouc
- −64 kg: Vendula Sedláčková (* 1999) z Gauner klub Vysočina
- −69 kg: Martina Schmoranzová (* 1987) z SKMP Děčín/BC Rohovník Armex Děčín
- +81 kg: Vendula Kučerová (* 1994) z Real Fight Club Praha

## Výsledky
| Ženy   | Zlato                          | Stříbro                      | Bronz                           | Bronz                      |
| ------ | ------------------------------ | ---------------------------- | ------------------------------- | -------------------------- |
| –48 kg | Julija Čumgalakovová (RUS)     | Demiejade Resztanová (ENG)   | Roberta Bonattiová (ITA)        | Hanna Ochotová (UKR)       |
| –51 kg | Busenaz Çakıroğluová (TUR)     | Jelena Saveljevová (RUS)     | Teťana Kobová (UKR)             | Wassila Lkhadiriová (FRA)  |
| –54 kg | Lăcrămioara Perijocová (ROU)   | Karina Tazabekovová (RUS)    | Caroline Cruveillierová (FRA)   | Julija Apanasovičová (BLR) |
| –57 kg | Irma Testaová (ITA)            | Karriss Artingstallová (ENG) | Sandra Kruková (POL)            | Stanimira Petrovová (BUL)  |
| –60 kg | Mira Potkonenová (FIN)         | Maïva Hamadoucheová (FRA)    | Amy Broadhurstová (IRL)         | Sema Çalışkanová (TUR)     |
| –64 kg | Francesca Amatová (ITA)        | Aneta Rygielská (POL)        | Ornella Chetějevová (RUS)       | Marija Bovaová (UKR)       |
| –69 kg | Darima Sandakovová (RUS)       | Angela Cariniová (ITA)       | Busenaz Sürmeneliová (TUR)      | Rose Ecclesová (WAL)       |
| –75 kg | Aoife O'Rourkeová (IRL)        | Elżbieta Wójciková (POL)     | Anastasija Šamonovová (RUS)     | Love Holgerssonová (SWE)   |
| –81 kg | Elif Güneriová (TUR)           | Viktorija Kebikovová (BLR)   | Anastasija Černokolenková (UKR) | Anna Ivanovová (RUS)       |
| +81 kg | Zemfira Magomedalijevová (RUS) | Teťana Ševčenková (UKR)      | Flavia Severinová (ITA)         | Vendula Kučerová (CZE)     |

## Medailová bilance
V boxu se rozdělilo celkem 10 sad medailí.
| Pořadí | Stát            |       | Ženy    | Ženy  | Ženy | Celkem |
| Pořadí | Stát            | Zlato | Stříbro | Bronz |      | Celkem |
| ------ | --------------- | ----- | ------- | ----- | ---- | ------ |
| 1.     | Rusko (RUS)     |       | 3       | 2     | 3    | 8      |
| 2.     | Itálie (ITA)    |       | 2       | 1     | 2    | 5      |
| 3.     | Turecko (TUR)   |       | 2       | 0     | 2    | 4      |
| 4.     | Irsko (IRL)     |       | 1       | 0     | 1    | 2      |
| 5.     | Finsko (FIN)    |       | 1       | 0     | 0    | 1      |
| 5.     | Rumunsko (ROU)  |       | 1       | 0     | 0    | 1      |
| 7.     | Polsko (POL)    |       | 0       | 2     | 1    | 3      |
| 8.     | Anglie (ENG)    |       | 0       | 2     | 0    | 2      |
| 9.     | Ukrajina (UKR)  |       | 0       | 1     | 4    | 5      |
| 10.    | Francie (FRA)   |       | 0       | 1     | 2    | 3      |
| 11.    | Bělorusko (BLR) |       | 0       | 1     | 1    | 2      |
| 12.    | Bulharsko (BUL) |       | 0       | 0     | 1    | 1      |
| 12.    | Česko (CZE)     |       | 0       | 0     | 1    | 1      |
| 12.    | Švédsko (SWE)   |       | 0       | 0     | 1    | 1      |
| 12.    | Wales (WAL)     |       | 0       | 0     | 1    | 1      |
| Celkem | Celkem          |       | 10      | 10    | 20   | 40     |